# Graceland (série de televisão)
Graceland (bra: Segredos do Paraíso) é uma série de televisão de ação e drama policial, estrelada por Daniel Sunjata e Aaron Tveit original do canal USA Network, criada por Jeff Eastin (o mesmo criador de White Collar). A primeira temporada estreou nos Estados Unidos em 6 de junho de 2013 com 12 episódios. Após três temporadas foi cancelada.
No Brasil, a série foi exibida em TV aberta na madrugada da Rede Globo, a primeira em 27 de abril a 14 de maio de 2015 e a segunda em 15 de maio a 30 de junho de 2015. Atualmente a série é exibida no mesmo canal.

## Sinopse
Baseada em fatos, a série é centrada em um grupo de agentes federais que trabalham em diversas agências de segurança do governo, como FBI, Narcóticos e Proteção de Fronteiras, e se infiltram em meio á vários criminosos para desvendar crimes e prevalecer a lei, seus mundos se colidem quando são forçados a viverem juntos e disfarçados em uma mansão chamada Graceland em uma praia do sul da Califórnia.
Paul Briggs, um agente veterano e consagrado com vários prêmios do FBI, que por uma razão adotou um estilo “zen” de viver tem que dar treinamento para o recém formado agente Mike Warren, que por ser o aluno mais preparado e bem treinado da classe procura entender porque foi enviado para Graceland, já que ao mesmo foi prometida uma mesa na capital Washington. Charlie também é uma das agentes mais preparadas da casa que as vezes da á Briggs para enfrentar "seus demônios". Jake é o estourado agente do departamento de proteção de fronteiras, pega muito no pé de Mike e tem um passado mal resolvido. Johnny é o brincalhão agente do FBI que da suporte a todos da casa com suas habilidades e com seu jeito leve de ser, alivia as tensões diárias, e Page é a agente do departamento de narcóticos que da suporte á Mike e Jake em suas missões.

## Elenco Principal
- Daniel Sunjata como Paul Briggs, o agente Sênior do FBI que da treinamento para Mike
- Aaron Tveit como Mike Warren agente recém formado do FBI
- Brandon Jay McLaren como Dale Jake, agente da proteção de fronteiras
- Vanessa Ferlito como Catherine DeMarco ‘’’Charlie’’’ agente do FBI
- Manny Montana  como Joe Turturro ‘’’Johnny’’’ agente do FBI
- Serinda Swan como Page Arkin, agente do departamento de narcóticos

## Elenco Recorrente
- Scottie Thompson como Laurie Kincade, agente do departamento de narcóticos
- Pedro Pascal como Juan Badillo, agente do FBI
- Jenn Proske como Abby, garota que terá um caso com Mike
- Vicente Laresca como Rafael Cortes, agente da policia Federal do México
- Gbenga Akinnagbe como Jeremy Bello, o chefe de uma quadrilha de contrabando de drogas e armas pesadas

## Episódios da Primeira Temporada
- Pilot - Apesar de se graduar em primeiro lugar em sua turma e de pedir por uma posição em Washington, o novo agente do FBI Mike Warren é designado para o sul da Califórnia para ser treinado em operações especiais pelo enigmático Paul Briggs. Depois de conhecer agentes do FBI, da narcóticos e da imigração que dividem uma casa na praia, Mike começa seu primeiro dia.

- Guadalajara Dog -  Briggs e Mike colocam gangues rivais uma contra a outra. Mike descobre que a vida sob disfarce traz implicações morais.

- Heat Run - Briggs ajuda Lauren em seu caso contra a máfia russa. O informante de Charlie se prova pouco confiável durante uma operação de tráfico de drogas.

- Pizza Box - Mike é recrutado por um traficante nigeriano para ensinar membros de uma gangue a atirar. Paige faz com que Jake e Tuturro trabalhem disfarçados com um fazendeiro de maconha.

- O Mouth - Mike mergulha mais fundo na organização de Bello. Enquanto isso, Briggs e Charlie fingem ser um casal amoroso enquanto investigam um fornecedor de drogas misterioso.
- Hair of the Dog - Mike ajuda Bello a organizar o roubo de um cartel de drogas poderoso, recrutando Johnny por causa de suas habilidades embaixo d’água. Enquanto isso, Briggs ajuda Charlie a encobrir um erro ligado a uma apreensão que deu errado.

- Goodbye High - Charlie joga limpo com relação à apreensão que deu errado. Enquanto isso, Briggs segue os comandantes, porém Mike logo descobre que Briggs esconde um segredo obscuro.

- Bag Man - A nova aliança de Briggs e Bello é testada quando membros do cartel Caza vão para o norte com um ultimato fatal. As consequências disso levam Mike a passar de seus próprios limites pelo bem do caso.
- Smoke Alarm - O último ataque de Bello ao cartel Caza inicia uma guerra que agora o Graceland precisa por fim. Em sua busca por Odin, Charlie conhece um aliado incomum e Briggs fica cara a cara com seu passado.
- King’s Castle - Temperamentos se acirram e relacionamentos são levados ao limite quando Charlie descobre um segredo sobre Briggs e começa a trabalhar com agentes federais para descobrir a verdade.

- Happy Ending - Procurando a verdade sobre o desaparecimento de Juan, Briggs e Mike jogam um perigoso jogo de gato e rato, o que força Briggs a tomar uma grande decisão sobre seu futuro.

- Pawn - Jangles faz um membro do Graceland refém. O grupo se une para salvar um deles.

## Recepção
Graceland teve recepção mista por parte da crítica especializada. Em base de 26 avaliações profissionais, alcançou uma pontuação de 58 em 100 no Metacritic.